# Szépirodalmi Figyelő
A Szépirodalmi Figyelő Arany János szerkesztésében 1860 és 1862 között megjelent magyarországi hetilap volt. Nevét ma a 21. században indult irodalmi szemléző folyóiratunk viseli.

## Arany János lapja
A Szépirodalmi Figyelő esztétikai, kritikai és szépirodalmi hetilap volt. Szerkesztette Arany János, kiadta Heckenast Gusztáv. 1860. november 7-től jelent meg Pesten, hetenként kis 4-rét két íven. Megszűnt 1862. október 30-án. Folytatása a Koszorú volt.
Színműkritikáit Salamon Ferenc írta.

## A mai Szépirodalmi Figyelő
A Szépirodalmi Figyelő mint irodalmi, kritikai, szemléző folyóirat jelenlegi formájában 2002 óta jelenik meg kéthavi rendszerességgel. A folyóirat szemléző jellegéből adódóan egy adott időszak legfontosabbnak ítélt szépirodalmi publikációt közli újra, de több új megjelenésű könyvről is közöl kisebb terjedelmű recenziókat és kritikákat. A folyóirat kéthavi bontásban a szemlézett folyóiratokban megjelent szépirodalmi művekről műfajok szerinti bibliográfiát is tartalmaz.
A Szépirodalmi Figyelő szerkesztősége 2004-ben alapította meg a Szépirodalmi Figyelő-díjat, amelyet 2005-ben adott ki először az adott év legkiemelkedőbb kortárs írójának illetve költőjének.

### A folyóirat jelenlegi szerkesztői
- Buda Attila (főmunkatárs)
- Demus Zsófia (képregény)
- Makkai T. Csilla (Idegen horizontok)
- Kovács Emőke (korrektor)
- Pataki Viktor (tanulmány)
- Szenkovics Enikő (olvasószerkesztő)
- Vass Norbert (kritika)
- Vincze Ferenc (főszerkesztő)
- Zahari István (repertórium)
- Zsávolya Zoltán (szemle)
- Zsolnai György (főmunkatárs)

### Korábbi szerkesztők
- Bednanics Gábor
- Csillag István
- Ekler Andrea
- L. Simon László
- Pápay György
- Prágai Tamás
- Szöllősi Adrienne
- Thímár Attila